# صندوق السلام
صندو السلام (بالإنجليزية: Fund for Peace)‏ هي مؤسسة غير ربحية مقرها في واشنطن تأسست سنة 1957، تعمل على منع الصراعات العنيفة و، عن طريق البحوث غير الحكومية والمؤسسات التعليمية.
صندوق السلام يعمل نحو تحقيق الأمن والتنمية المستدامة في الدول الفاشلة من خلال التركيز على تقييم الصراعات والإنذار المبكر، والتهديدات العابرة للحدود الوطنية، وحفظ السلام، والأمن وحقوق الإنسان. ويقوم الصندوق ببرامج في نيجيريا، أوغندا، وليبيريا. ويعمل في قطاع الأعمال الخاصة في مناطق النزاع لتأمين أفضل مصالح للشركات والسكان المحليين وحكوماتهم.
ينشر صندوق السلام (FFP) سنوياً مؤشر الدول الهشة لتستخدم من قبل الباحثين والمعلمين والحكومات في جميع أنحاء العالم. وأطلق المؤشر سنة 2011 وكان تحت اسم مؤشر الدول الفاشلة.

## التاريخ
تم تأسيس صندوق السلام سنة 1957 من قِبل راندولف كومبتون، وأُنشئت في ذكرى مقتل ابن راندولف كومبتون (جون) في الحرب العالمية الثانية في سن مبكرة كتب جون باركر مقال عن مناقشة آثار الحرب والحاجة إلى الحضارة الإنسانية لتبني أساليب أخرى لحل النزاع. وبعد وفاة جون باركر أُنشئت كومبتون صندوق السلام، وهي منظمة تقوم على المثل العليا للعدالة والبيئة والسلام والسكان.